# Licher BasketBären
Il Licher BasketBären è una società cestistica, facente parte della polisportiva TV 1860 Lich, avente sede a Lich, in Germania. Fondata nel 1962, gioca in ProB.
Disputa le partite interne nella Dietrich-Bonhoeffer-Halle, che ha una capacità di 1 450 spettatori.